# Trayvon Palmer
Trayvon Palmer (Milwaukee, 13 novembre 1994) è un cestista statunitense.